# Guayaramerín
Pour la ville brésilienne voisine, voir Guajará-Mirim.
Guayaramerín est une ville et une municipalité du département du Beni (province de Vaca Diez), en Bolivie. Elle est située au nord-est du pays à la frontière avec le Brésil sur la rive gauche du Río Mamoré. Elle est joignable via la route nationale 9 de Bolivie. La population de la municipalité est de 41 814 habitants en 2012.

## Étymologie
L'étymologie traditionnelle du nom de Guayaramerín (ainsi que de sa voisine brésilienne Guajará-Mirim) indique qu'il s'agit d'un mot d'origine tupi-guarani se traduisant par « petit rapide » du nom des rapides se situant immédiatement en aval du port de la ville. Une explication alternative plus récente, partant toujours d'une origine tupi-guarani, faisant aussi référence à ces rapides, et prenant en compte les attributs légendaires de cette barrière naturelle indique qu'il faut traduire Guayaramerín par « lieu des femmes sensuelles, séductrices » ou « lieu des sirènes ».

## Géographie
Guayaramerín se situe à une altitude de 119 m d'altitude à la limite du bouclier amazonien d'origine précambrienne. Elle se trouve dans la province de Vaca Diez, département du Beni.
Sa localisation est stratégique, car il s'agit du dernier point navigable de l'artère Ichilo–Mamoré, l'un des plus grands axes fluviaux du pays reliant le Beni aux départements de Santa Cruz et de Cochabamba. Immédiatement en aval de Guayaramerín, il est coupé par de nombreux rapides en raison de la déclivité, et ce jusqu'à Porto Velho sur le Rio Madeira, affluent navigable de l'Amazone. La ville appartient à la région dite de l'Amazonie bolivienne et forme un pôle urbain au nord du Beni avec sa voisine Riberalta située à 93 km de là sur le río Beni. Il est envisagé que les deux cités finissent par former une conurbation, une fois la route les reliant asphaltée. En revanche, la ville est fortement excentrée par rapport aux grands centres urbains boliviens, elle est difficile d'accès tant depuis l'Altiplano que depuis l'Orient, mais, du fait de sa situation de ville frontière, elle est accessible depuis l'État brésilien du Rondônia se trouvant de l'autre côté du Mamoré.

## Histoire
En 1846, José Agustín Palacios Pinto est le premier à mentionner et nommer les rapides de Guayaramerín, juste en aval de l'actuelle ville. Un témoignage datant de 1868 indique qu'il existe sur place quelques baraques destinées aux commerçants naviguant sur le Mamoré, forcés de faire halte en raison de la rupture de charge provoquée par la présence des rapides. La ville fut fondée le 19 août 1892, sous le nom de Puerto Palmira. Cette fondation se fit dans le cadre du plan de colonisation de l'Amazonie bolivienne.
Le boom du caoutchouc accroit l'importance stratégique du bourg en tant que tête de pont de la Bolivie vers le Brésil et au-delà, l'Atlantique. La richesse générée par l'exploitation du caoutchouc provoque les convoitises du Brésil sur les immenses territoires boliviens de l'Acre une situation qui se cristallise lors de la guerre de l'Acre se terminant par l'annexion par ce pays de l'Acre. Cette perte fait prendre conscience à la Bolivie l'importance qu'il y a d'intégrer ses territoires périphériques amazoniens. En 1905, il est décidé de faire de Guayaramerín un port officiel de la République sous le nom de Puerto Sucre. L'une des clauses du traité de Petrópolis qui fait suite à la guerre statue que le Brésil doit en compensation à la perte de l'Acre par la Bolivie, construire un chemin de fer entre le Mamoré et le Madeira permettant de relier la Bolivie à l'Atlantique, une voie jusqu'alors coupée par les rapides se trouvant en aval de Guayaramerín.
Le chemin de fer qui part de l'actuelle Guajará-Mirim, en face de Guayaramerín en territoire brésilien et a pour terminus Porto Velho est construit de 1907 à 1912 et renforce l'importance stratégique du port bolivien en tant que point de rupture de charge entre le Pacifique et l'Atlantique. La localité est urbanisée selon un plan en damier entre 1909 et 1911. En 1915, son port retrouve son ancien nom de Guayaramerín. En 1931, à la veille de la guerre du Chaco, il est fait port majeur.

## Démographie
| 1900 | 1950  | 1976   | 1992   | 1999   | 2001   | 2012   |
| ---- | ----- | ------ | ------ | ------ | ------ | ------ |
| 91   | 1 470 | 12 520 | 27 706 | 35 904 | 33 095 | 41 814 |

## Culture
Guayaramerín n'a pas été marquée comme les localités du sud du Beni par la présence missionnaire jésuite ; formée assez récemment par des migrants aux origines diverses, les traditions locales à caractère religieux n'y ont pas la prégnance existant dans le sud du département. De ce fait, les principales célébrations sont républicaines ;
la fête nationale, le jour de la mer et l'anniversaire de la fondation de la ville. L'une des spécificités de la ville est l'existence d'un « jour de l'intégration » durant lequel les diverses composantes de la société locale, migrants de l'Altiplano, descendants des peuples amérindiens de l'Amazonie font des démonstrations de leurs danses. Certains d'entre eux tels les Baure ont de fortes traditions religieuses héritées du passé missionnaire mais celles-ci leur restent spécifiques et ne sont pas partagées par l'ensemble de la société. Contrairement à Cobija, autre ville frontière de l'Amazonie bolivienne, la culture brésilienne n'occupe pas une place importante, le portugais bien que généralement compris n'est pas parlé, l'influence du pays voisin se note cependant par le fait que la musique brésilienne y soit populaire.

## Transport
Du fait de sa position excentrée par rapport au territoire national, Guayaramerín se trouve très isolée des grands centres urbains boliviens.
Guayaramerín dispose d'un port la mettant en connexion directe avec les départements de Cochabamba, Santa Cruz  et le Beni via l'axe fluvial Ichilo–Mamoré navigable jusqu'à Puerto Villaroel pour les navires de fort tonnage en saison humide et jusqu'à Trinidad en saison sèche.
Par la route, elle est reliée à Riberalta à 93 km à l'est, il s'agit de la liaison la plus transitée de l'Amazonie bolivienne, à partir de là, il est possible d'accéder au nord à Cobija dans le département de Pando ainsi qu'au sud-ouest et sud-est à l'orient bolivien (Trinidad, Santa Cruz de la Sierra) et à l'Altiplano (La Paz) via la localité de Rurrenabaque. Le réseau routier brésilien est accessible de l'autre via la traversée du fleuve Mamoré. Une gare routière existe, d'où partent des autobus vers les destinations indiquées précédemment.
L'aéroport Emilio Beltrán assure des liaisons aériennes avec La Paz, Cochabamba et Santa Cruz, sa piste non asphaltée, d'une longueur de 2000m est capable d'accueillir des gros porteurs. Dans les années 1990, il y avait jusqu'à six atterrissages par jour sur l'aéroport, ce qui en faisait le cinquième en termes de flux de passagers à l'échelle nationale.

## Centre de commandement de la marine bolivienne
Guayaramerín est le siège de l'état-major du districto naval Madera, l'un des six districts des forces navales boliviennes. En 1963, l'Armada boliviana constituée la même année installe une section de bataillon fluvial à Guayaramerín. Le personnel militaire est à cette époque réduit en raison du manque de logements. Il prend ses quartiers dans ce qui est actuellement le siège local de l'entreprise pétrolifère YPFB. En 1967-68, la marine acquiert de nouveaux terrains sur la rive du Mamoré et, le troisième district naval Madera est créé en 1968. En 1971, un centre de commandement est construit et en 1990 un arsenal.
La juridiction du district s'étend sur 484 km de voies navigables, certaines d'entre elles constituant la frontière avec le Brésil, du département de Pando jusqu'à la province d'Iténez.